# Tom Carper
Thomas Richard Carper, dit Tom Carper, né le 23 janvier 1947 à Beckley (Virginie-Occidentale), est un homme politique américain. Membre du Parti démocrate, il est élu du Delaware à la Chambre des représentants des États-Unis de 1983 à 1993, gouverneur du Delaware de 1993 à 2001 et sénateur des États-Unis pour le Delaware de 2001 à 2025.

## Biographie

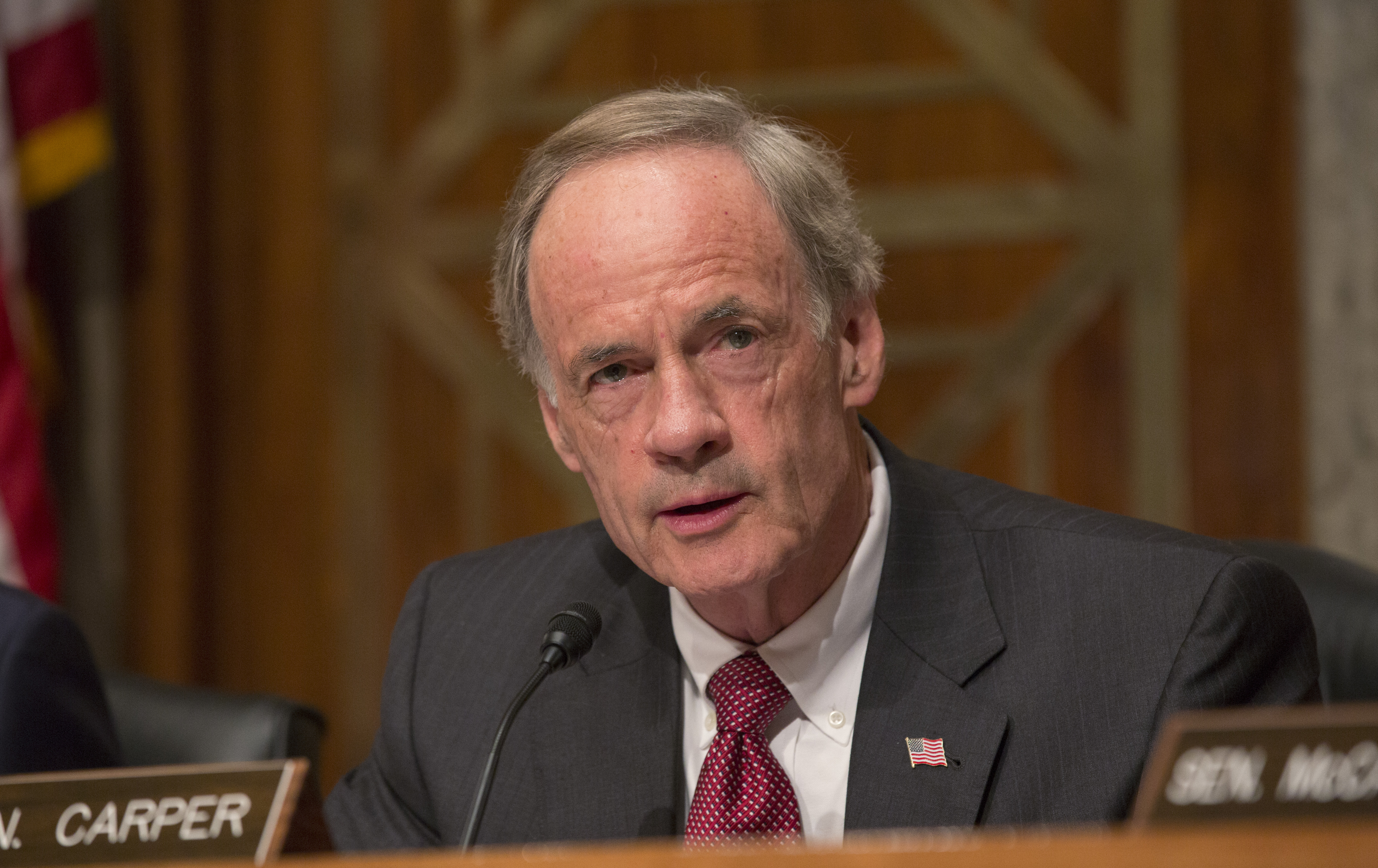
Tom Carper en commission sénatoriale (2017).

De 1983 à 1993, Tom Carper siège à la Chambre des représentants des États-Unis avant d'être élu gouverneur en novembre 1992. Il est réélu en novembre 1996.
Aux élections sénatoriales de 2000, il est élu facilement contre le sénateur républicain sortant, William V. Roth Jr. (55,5 % face à 43,7 %). Le sénateur Carper est un démocrate modéré, qui se déclare ouvert au plan de réforme de la sécurité sociale pourtant très décrié et proposé par le président George W. Bush. Lors des élections de 2006, il est réélu à son poste de sénateur avec 67,1 % des voix contre 27,4 % au républicain Jan Ting.
En 2009, il est l'un des fondateurs et l'un des trois coprésidents d'un groupe réunissant des sénateurs démocrates modérés, le Moderate Dems Working Group. De 2013 à 2015, il préside le Comité sur la Sécurité intérieure et les Affaires gouvernementales. Carper est réélu en 2012 (66,4 %) et 2018 (60 %).
En 2023, il annonce qu'il ne se représentera pas pour les élections sénatoriales de novembre 2024 et quittera la vie politique à l'issue de son mandat.